# Turtle Lake (Wisconsin)
Turtle Lake é uma vila localizada no estado norte-americano de Wisconsin, no Condado de Barron e Condado de Polk.

## Demografia
Segundo o censo norte-americano de 2000, a sua população era de 1065 habitantes.
Em 2006, foi estimada uma população de 1049, um decréscimo de 16 (-1.5%).

## Geografia
De acordo com o United States Census Bureau tem uma área de
7,5 km², dos quais 7,2 km² cobertos por terra e 0,3 km² cobertos por água. Turtle Lake localiza-se a aproximadamente 385 m acima do nível do mar.

## Localidades na vizinhança
O diagrama seguinte representa as localidades num raio de 20 km ao redor de Turtle Lake.